# Relações entre Bósnia e Herzegovina e Macedônia do Norte
As relações entre Bósnia e Herzegovina e Macedônia do Norte são boas, sem quaisquer problemas abertos entre eles.

## História das relações
Até 1991, Macedônia e Bósnia e Herzegovina foram ambas repúblicas da República Socialista Federativa da Iugoslávia. Quando começou a desintegração Iugoslava, Macedônia declarou independência da Iugoslávia em setembro de 1991. a Bósnia e Herzegovina declarou sua independência em março de 1992. As relações diplomáticas entre os dois países foram estabelecidas em 12 de Maio de 1993.  Bósnia e Herzegovina, bem como todas as outras antigas repúblicas iugoslavas, reconhece Macedônia como  seu nome constitucional, junto com outros 131 países que tem feito o mesmo

## Aspirações UE e da OTAN
A Macedônia do Norte e a Bósnia e Herzegovina compartilham o objetivo comum de adesão à União Europeia e à OTAN.

Macedônia do Norte é um país candidato da União Europeia desde 2005 e espera uma data para o início das negociações de adesão. Ele também se reuniu com os critérios de adesão à OTAN, mas a sua associação está atualmente bloqueada pela Grécia. A Macedônia do Norte vai se tornar um membro da OTAN, após a solução para disputas de nomes do país com a Grécia. 
A Bósnia e Herzegovina tem também o objetivo de ingressar na OTAN. Em 2008, assinou o Acordo de Estabilização e de Associação com a União Europeia.

## Representações diplomáticas
A Embaixada da Macedônia do Norte na Bósnia e Herzegovina está localizada na capital, Sarajevo. A Embaixada da Bósnia e Herzegovina na Macedônia do Norte está em Escópia, capital macedónia.